# Firefly Studios
Firefly Studios es una empresa desarrolladorra de videojuegos inglesa con oficinas en Londres, Inglaterra y Canton (Connecticut) con un departamento de control de calidad en Aberdeen, Escocia. La Compañía fue formada en agosto de 1999 por Simon Bradbury, Eric Ourellete y David Lester quienes han trabajado juntos en numerosos títulos como las exitosas series de Caesar y Lords of the Realm.

## Videojuegos desarrollados
| Year      | Game                                |
| --------- | ----------------------------------- |
| 2001      | Stronghold                          |
| 2002      | Stronghold: Crusader                |
| 2003      | Space Colony                        |
| 2005      | Stronghold 2                        |
| 2006      | CivCity: Rome                       |
| 2006      | Stronghold Legends                  |
| 2008      | Stronghold: Crusader Extreme        |
| 2009      | Stronghold Kingdoms                 |
| 2011      | Stronghold 3                        |
| 2012      | Stronghold HD                       |
| 2012      | Stronghold: Crusader HD             |
| 2012      | Space Colony HD                     |
| 2014      | Stronghold Crusader II              |
| 2015      | Space Colony: Steam Edition         |
| 2016      | Wonky Tower                         |
| 2016      | Stronghold Legends: Steam Edition   |
| Cancelado | Dungeon Hero                        |
| 2017      | Stronghold 2: Steam Edition         |
| 2017      | Stronghold Kingdoms: Mobile Edition |
| 2017      | MetaMorph: Dungeon Creatures        |
| 2020      | Stronghold: Warlords                |